# Wólka Złojecka
Wólka Złojecka – wieś w Polsce, położona w województwie lubelskim, w powiecie zamojskim, w gminie Nielisz.
W latach 1975–1998 miejscowość administracyjnie należała do województwa zamojskiego.
Wieś jest sołectwem w gminie Nielisz. Według Narodowego Spisu Powszechnego z roku 2011 wieś liczyła 285 mieszkańców.
Wierni Kościoła rzymskokatolickiego należą do parafii Chrystusa Króla w Złojcu.

## Części wsi
| SIMC    | Nazwa      | Rodzaj    |
| ------- | ---------- | --------- |
| 0895988 | Kolonia    | część wsi |
| 0895994 | Polesie    | część wsi |
| 0896002 | Stara Wieś | część wsi |

## Historia
Według Słownika geograficznego Królestwa Polskiego z roku 1893 Wólka Złojecka to wieś w powiecie zamojskim, gminie Wysokie, podlegała parafii rzymskokatolickiej w Nieliszu, greckokatolickiej w Złojcu, odległa 16 w od Zamościa, w dacie sporządzenia noty słownika około 1893 roku posiadała 34 domy włościańskie jeden dworski i 320 mieszkańców w tym: 100 katolików, 533 morgi obszaru. W spisie z roku 1827 wykazano we wsi 23 domy i 144 mieszkańców podległych wówczas parafii w Szczebrzeszynie.
Według spisu z 1921 roku Wólka Złojecka liczyła 47 domów i 295 mieszkańców, w większości Polaków, a w mniejszej ilości także rodziny żydowskie i ukraińskie.
II wojna światowa
4 czerwca 1942 roku oddziały SS i Sonderdienstu rozstrzelały 7 Żydów z Wólki Złojeckiej.
W czasie okupacji hitlerowskiej wieś została spacyfikowana, a mieszkańcy wysiedleni w ramach Generalnego Planu Wschodniego.
Lista mieszkańców zamordowanych w obozie zagłady Auschwitz-Birkenau Z danych zawartych w dokumentacji transportów do KL Auschwitz z KL Lublin
| 1  | Borys Jan           | ur. 1897-04-29 | numer obozowy: 82565 | zamordowany 28.02.1943                                         |
| 2  | Gil Antoni          | ur. 1892-01-25 | numer obozowy: 82611 | przeniesiony w 1943 do obozu Buchenwald zamordowany 16.04.1944 |
| 3  | Gil Witold          | ur. 1928-10-08 | numer obozowy: 82613 | zamordowany zastrzykiem fenolu 1.03.1943                       |
| 4  | Kwoka Czesława      | ur. 1928-08-15 | numer obozowy: 26947 | zamordowana zastrzykiem fenolu 12.03.1943                      |
| 5  | Kwoka Katarzyna     | ur. 1896-04-01 | numer obozowy: 26946 | zamordowana 18.02.1943                                         |
| 6  | Litkowska Katarzyna | ur. 1897-08-19 | numer obozowy: 26958 | zamordowana 19.02.1943                                         |
| 7  | Piróg Stefania      | ur. 1922-11-22 | numer obozowy: 27021 | zamordowana 25.02.1943                                         |
| 8  | Piróg Włodzimierz   | ur. 1903-07-06 | brak danych          | zamordowany 18.03.1943                                         |
| 9  | Rycaj Marianna      | ur. 1888-04-22 | numer obozowy: 27038 | zamordowana 8.07.1943                                          |
| 10 | Rycaj Mieczysław    | ur. 1930-05-03 | numer obozowy: 83911 | zamordowany zastrzykiem fenolu 21.01.1943                      |
| 11 | Sudak Katarzyna     | ur. 1896       | numer obozowy: 27046 | zamordowana 18.03.1943                                         |
| 12 | Sudak Onufry        | ur. 1891-03-23 | brak danych          | zamordowany 19.02.1943                                         |